# Jagdschloss Stern
Jagdschloss Stern är ett litet jaktslott i sydöstra Potsdam i Tyskland, uppfört på uppdrag av "soldatkungen" Fredrik Vilhelm I av Preussen mellan 1730 och 1732. Byggnaden är utformad som ett enkelt borgarhus i holländsk stil och ritades troligen av den nederländske grenadjären i preussiska armén och mästertimmermannen Cornelius van den Bosch, medan bygget leddes av kaptenen vid ingenjörstrupperna och hovbyggmästaren Pierre de Gayette.

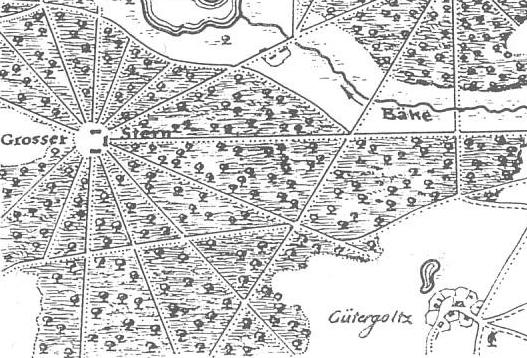
Parforceheide på en karta från 1780. Till vänster jaktslottet i mitten av stjärnan.

Slottet utformades från början endast för kortare vistelser i samband med jakt och placerades i mitten av en omfattande jaktpark, där man 1726 började anlägga ett stjärnformigt system av vägar för parforcejakt. Parkområdet fick därefter namnet Parforceheide. Genom 1900-talets byggnation i området ligger slottet idag mellan motorvägen A115 och ett under 1970-talet uppfört modernistiskt bostadsområde, stadsdelen Am Stern i Potsdam. På grund av rivningen av Potsdams stadsslotts ruin efter andra världskriget är Jagdschloss Stern idag det äldsta slottet i Potsdam som bevarats i sitt ursprungliga skick, även om stadsslottet senare rekonstruerats till exteriören. Jaktslottet förvaltas av stiftelsen för de preussiska slotten och trädgårdarnas förvaltning, Stiftung Preussische Schlösser und Gärten Berlin-Brandenburg, med understöd av en lokal ideell förening.